# Nationalpark Berchtesgaden
Nationalpark Berchtesgaden i Berchtesgaden er en cirka 210 kvadratkilometer stor nationalpark i den tyske delstat Bayern. Parken grænser i øst, sydøst og syd til Østrig og den blev grundlagt 1. august 1978.

## Geografi
Parken ligger i Alperne og den højeste top i området er Watzmann med 2.713 meter over havet.

## Fauna og flora
Større dyr som lever i nationalparken er rådyr, kronhjort, gemse og stenbuk. Blandt de mindre arter kan nævnes skovhare og alpemurmeldyr. Der ruger også et stort antal forskellige fugle for eksempel kongeørn, perleugle, hjerpe, urfugl, tjur, fjeldrype, alpekrage og murløber (Tichodroma muraria). Det findes også 16 arter krybdyr og 15 arter fisk i nationalparken.
Tidligere fandtes også europæisk bison, lods, brunbjørn, ulv og odder i regionen.

## Biosfærereservat
UNESCO har anerkendt nationalparken som biosfærereservat.

## Turisme
I parken findes et stort net af gangstier som muliggør længere vandringer. På søen Königssee er der om sommeren trafik af både med elmotor. Nationalparkens forvaltning tilbyder guidede vandringer.
47°34′N 12°58′Ø / 47.57°N 12.96°Ø